# Aristolochia mollissima
Aristolochia mollissima là một loài thực vật có hoa trong họ Aristolochiaceae. Loài này được Hance mô tả khoa học đầu tiên năm 1879.